# Zang Tumb Tumb
Zang Tumb Tumb è un'opera letteraria del futurista italiano Filippo Tommaso Marinetti.
Venne pubblicata a Milano a cura delle Edizioni futuriste di Poesia, nel 1914.
In questo poemetto, ispirato all'assedio di Adrianopoli durante la prima guerra balcanica, viene descritto il bombardamento dell'attuale città di Edirne da parte della 2ª Armata bulgara, che Marinetti ha visto in prima persona come inviato del giornale francese "Gil Blas". L'autore utilizza metodi di stampa particolari inserendo caratteri tipografici di varie dimensioni, nonché alternando grassetto, corsivo, stampatello e maiuscolo in modo da creare un effetto visivo e sensitivo in grado di riportare il lettore al centro della battaglia del 1912.
Il testo encomia la guerra, ha un forte carattere visivo, vengono utilizzati simboli matematici invece della punteggiatura e si compone delle parole in libertà, una tecnica di scrittura futurista in cui non ci sono periodi dotati di senso compiuto. Inoltre si può notare l'abolizione dei nessi sintattici tradizionali, l'uso di termini onomatopeici per riprodurre i suoni della guerra e infine la totale mancanza di aggettivi ed avverbi